# Jacint Rigau-Ros i Serra
Jacint Rigau-Ros i Serra, conegut en francès com a Hyacinthe Rigaud (Perpinyà, 18 de juliol de 1659 - París, 27 de desembre de 1743) fou un pintor català. Nascut a Perpinyà quan encara pertanyia al Principat de Catalunya, poc després del seu naixement passà a domini francès pel Tractat dels Pirineus (7 de novembre de 1659). En anar a viure i treballar a França, va adoptar la forma francesitzada dels seus nom i cognom.
Rigau fou el pintor de retrat més important de la cort de Lluís XIV de França. El seu instint per a trobar poses impressionants i una presentació grandiosa s'ajustava perfectament als desitjos dels membres de la reialesa, ambaixadors, clergues i cortesans que posaren per a ell. El 1682 se li atorgà el Premi de Roma.
Els quadres de Rigau capturen amb gran exactitud la semblança dels vestits i detalls del fons, per la qual cosa constitueixen un document precís de la moda de l'època. El seu quadre més famós és el Retrat de Lluís XIV de 1701, que s'exhibeix al Museu del Louvre de París.
El 1709 esdevingué noble a la seva ciutat natal, Perpinyà. El 1727 fou nomenat cavaller de l'Orde de Sant Miquel.

## Perpinyà

### Context i ascendència
| « | «Vui als vint de juliol mil sis cents cinquanta nou,jo Joseph Morat, domer de Sant Joan de Perpigna, fai fe com he batejat segon rito de santa mare Iglesia, a Hyacintho-Honorat-Matias-Pere Màrtir-Andreu-Joan, fill de M. Matias Rigau (y Ros) y de Maria conjuges. Poren padrins Musur Andreu Langlet y la senora Roza Cazals. | » |

És així com el jove «Hyacintho Rigau», encara honorat del seu nom català, posa un peu en el Gran Segle, batejat sobre la pica baptismal de l'antiga catedral de Sant Joan de Perpinyà, el 20 de juliol de 1659. Nascut dos dies abans, al carrer de la Porta de l'Assalt, no pertanyia encara al Regne de França, ja que el Rosselló i la Cerdanya no serien annexats fins al següent 7 de novembre, pel tractat dels Pirineus. Aquest últim posava fi als combats que oposaven des de 1635 França als Habsburg d'Espanya i instituïa la unió de Lluís XIV amb la infanta d'Espanya Maria Teresa.

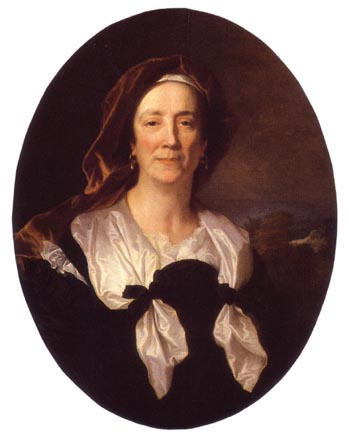
Maria Serra per Rigau - v.1695. Col·lecció privada

El seu pare, Maties, sastre i també pintor (com indica la partida de matrimoni del germà de Jacint), provenia d'una nissaga d'artistes ben implantats a la influència perpinyanesa per haver treballat a la parròquia de Sant Joan en les decoracions de diversos tabernacles i altres plafons d'ús eclesiàstic. Honorat Rigau (1592 — 1621), besavi de Jacint, contractà el 1596 unes pintures amb el capítol d'Elna i el 1609 pintà el sagrari de Palau del Vidre, obra que ha servit per atribuir-li el retaule de la Mare de Déu de Montalbà (Vallespir). El seu fill Honorat Rigau i Nofra (? — 1624), avi de Jacint, contractà el retaule de Sant Ferriol per als mínims de Perpinyà (1623, actualment a la parròquia de Sant Joan). Un germà d'aquest, Jacint Rigau i Nofra (? — 1631), també pintor, fou el pare de Maties Rigau, pintor que deixà l'ofici pel de sastre. Fills d'aquest foren el pintor Jacint Rigau i Gaspar Rigau (Perpinyà 1661 — París 1705), que seguí la carrera del seu germà gran i fou retratista a París i agregat a l'Académie Royale; hom creu que algunes obres seves han estat erròniament adscrites al seu germà. Una filla seva es casà amb el pintor Jean Ranc.
El 1647, el pare de Jacint, Maties Rigau, es casà amb Teresa Faget, filla d'un fuster. Ràpidament enviduà, i va decidir casar-se de nou amb Maria Serra el 20 de desembre de 1655. El 1665, se sap que adquireix una casa «en lo carrer de las casas cremades» (actual carrer de l'Incendi, prop de la catedral) i que percep els ingressos de dues hectàrees de vinyes del territori de Bompas. Pel seu segon matrimoni, posseeix igualment una casa sobre la Plaça de l'Oli, però que revèn ràpidament.
| « | «Als 20 de desembre de 1655, en presència del Reverent Hyeronimo Fita, pere y domer de San-Joa de Perpina fonch celebrat matrimoni servada, la forma del sagrat concile de Trenta, entre Matias Rigau, viudo, sastra, de una part, y Maria Serra, donzella, filla de Antoni Serra, quondam botiguer y Hyeronima, conjuges. Presents per testimonis, M. Joan Ribalta y M. Joseph Nogues, sastras, tots de Perpina.» | » |

## Formació
Per tal de justificar els formidables dons del jove pintor, segurament fou aconsellat per figures emblemàtiques de la pintura catalana d'aquella època com Antoni Guerra el Vell (1634-1705). La qualitat molt relativa de les obres d'aquest artista no permeten de trobar-hi les claus d'un aprenentatge. Tot el just seu fill, Antoni Guerra el Jove (1666-1711), reprendrà al seu compte les fórmules pictòriques fixades més tard per Rigau però amb menys virtuositat i més sequedat, com en el retrat del coronel Albert Manuel recentment adquirit pel Museu d'Art Jacint Rigau de Perpinyà. D'altra banda, l'inventari després de defunció del jove Guerra, conservat a l'arxiu departamental, no aclareix si realment va tenir relació amb el retratista. Molt just s'hi troba : «un portret du sieur Rang de montpellier en ovalle [probablement Antoni Ranc, ja que Joan ja s'havia establert a París]» et «deux portrets sur papier l'un du sieur Rigaud peintre et l'autre de damoiselle Rigaud avec leurs quadres dorés»: la qüestió és si es tracta de Jacint o de Gaspar, i la «senyoreta Rigaud» és difícilment identificable.
A la mort del seu pare, el 1671, Jacint és en canvi confiat a les bones cures del daurador de Carcassona Pierre Chypolt, del qual es conserva a l'arxiu departamental dels Pirineus Orientals el contracte d'aprenentatge passat amb Maria Serra. Aquest descobriment fet per Lugan explica així el gran coneixement d'aquest ofici ben específic, del qual el futur Rigaud en farà esment moltes vegades, sobretot en la seva correspondència amb el marquès Gaspard de Gueidan, en el transcurs dels anys 1720-30.
Si l'anècdota segons la qual Rigau hauria estat el protegit d'un hipotètic comte de Ros del qual n'hauria pres la partícula «Rigau-Ros» és apartada, ja que es considera estrafolària, el compendi de la vida del pintor, redactat el 1716 per un dels seus amics íntims, probablement l'acadèmic honorari Henry Van Hulst, per tal d'acontentar el desig del Gran Duc Cosme III de Mèdici és una referència més fiable. En aquest testimoni directe, no exempt d'aproximacions, no es menciona cap formació pictòrica abans de la seva sortida, l'any 1675, cap a Montpeller. Abans d'allò, l'ofici del seu pare va formar probablement l'ull del jove Jacint a la ciència dels recoberts, dels agençaments i dels colors.

### Montpeller
A Montpeller freqüentà els tallers de Pau Peset, Enric Verdier i Antoni Ranc, a través del qual es familiaritzà amb la manera de Van Dyck, així com l'acadèmia de Joan de Troy. Encara que el contracte d'aprenentatge de Rigau no hagi estat trobat, és probable que treballés amb Pau Peset d'acord amb les regles de l'època en ús al Rosselló: « […] l'alumne és allotjat i alimentat per l'amo, encara que les despeses d'aliments quedin de vegades per la família. Durant la seva formació, l'alumne té prohibit de treballar en un altre taller de pintura dels comtats del Rosselló i la Cerdanya, i ha de tornar els dies en què estigui malalt o absent». Quant a la formació, serà dispensada de la millor manera possible: «[el mestre] sera tingut y obligat com de present se obliga en ensenyar al dit [l'aprenent] lo dita art de pintar fi y de la millora manera sabra y lo dit sabra apendrer»; allò segons termes presos als estatuts de l'Acadèmia de Sant-Lluc de Perpinyà establerts el 1630.

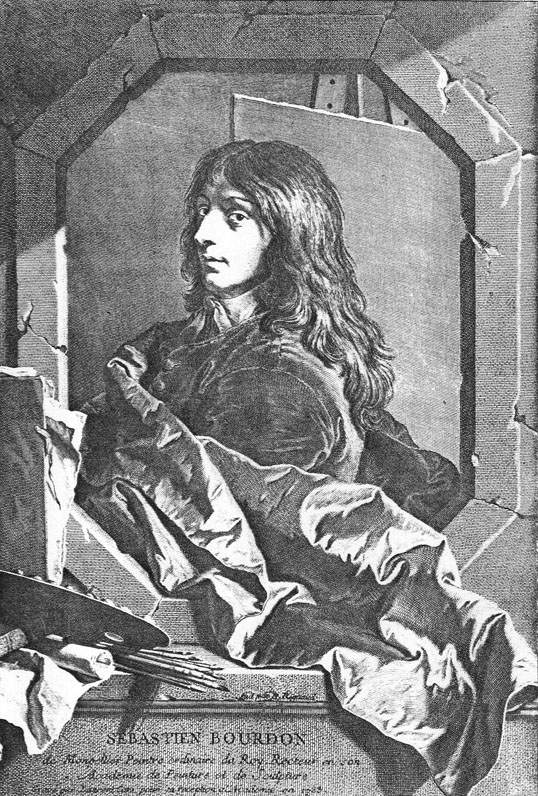
Retrat de Sébastien Bourdon per Rigau - Gravat de Laurent Cars

Si bé sembla que Peset no sembla haver desenvolupat els talents suficients per formar l'estil del jove aprenent, la seva col·lecció de quadres de mestres flamencs inicia probablement l'ull de Hyacinthe. D'allà, es diu, té el seu formidable coneixement de la pintura de Van Dyck, Rubens, així com de Sébastien Bourdon. Representant emblemàtic de Montpeller i del segle xvii francès, Sébastien Bourdon, compta entre els artistes privilegiats de la primera col·lecció de Rigau el 1703 i tornarà amb força a l'inventari després de la defunció del 1744. Jacint, posseint d'altra banda un autoretrat de Bourdon que llega el 1734 a l'Acadèmia Reial després d'haver-hi afegit un recobert (Versalles, museu nacional del castell), confeccionarà el 1730, un magnífic dibuix per ajudar el gravador Laurent Cars en la seva recepció a la dita Acadèmia tres anys més tard.

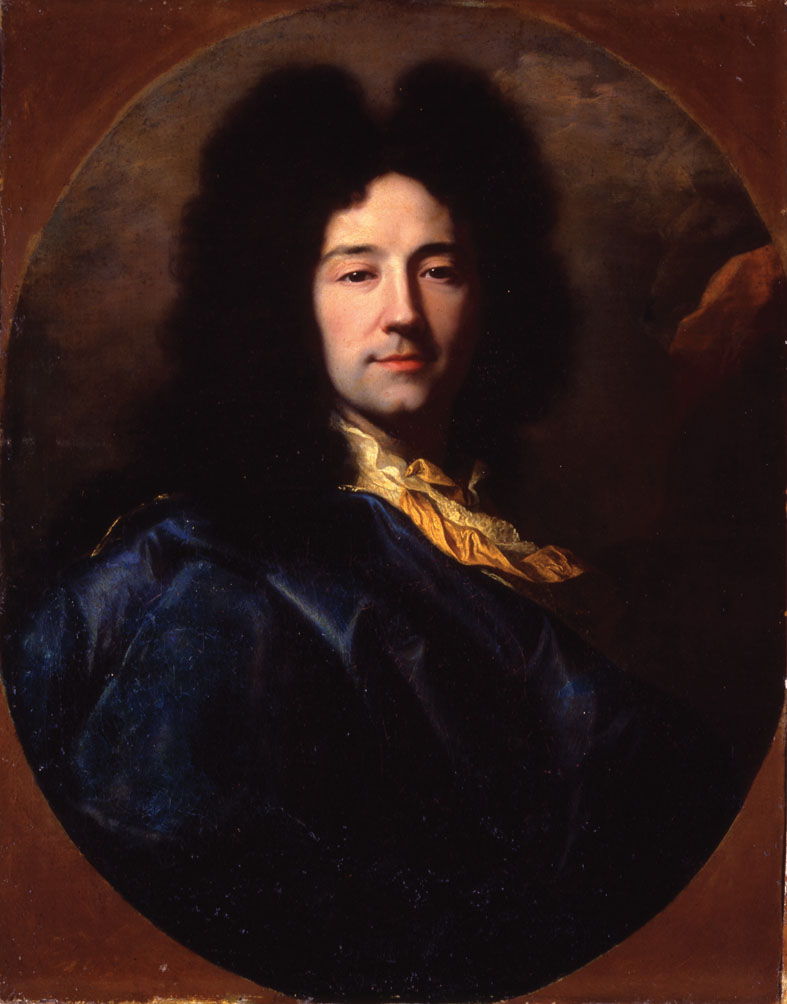
Autoretrat de Rigau dit de l'«abric blau» - 1696 - col·lecció privada

En aquells moments, l'esfera artística montpellerina era molt activa. Així, Jans Zueil (actiu entre 1647 a 1658), encara que originari de Brussel·les i gran imitador de l'estil de Rubens i de Van Dyck, va portar a Montpeller el coneixement de les tècniques pictòriques nòrdiques. Casat amb la germana del pintor montpellerí Samuel Boissière (1620-1703), és sobretot conegut per les seves baralles amb justament Sébastien Bourdon. Però Zueil és sobretot un parent d'Antoni Ranc «el Vell» (1634-1716), « més professor que pintor» i fortament lligat als encàrrecs protocol·laris de la ciutat llenguadociana.
Tot i que el passatge de Jacint al taller de Ranc no és formalment provat, la recent reaparició d'un autoretrat de Rigau anomenat «de l'abric blau», en canvi, tendeix a provar les relacions d'amistat que els lligava. En efecte, a l'esquena, apareix una firma autògraf que sembla més destinada a Ranc «el pare» més aviat que al seu fill, Joan, que treballarà sota les ordres de Rigau a París, es casarà amb una de les seves nebodes i farà carrera a Madrid com nosaltres l'hem vist : «Retrat de Rigaud / pintat per ell mateix / per al seu amic Ranc / el 1696. » En aquesta data, justament, Joan Ranc pinta les seves primeres obres amb un Rigaud ja ben establert a París. Finalment, es coneix un retrat presumiblement d'Antoni Ranc pel nostre català (Narbona, museu de les Belles Arts), el qual pot igualment acreditar la formació inicial al taller del montpellerí.
A la sortida de Jacint Rigau cap a Lió, quatre anys després de la seva arribada a Montpeller, Ranc hauria exclamat: «Mai no captaré com vostè la naturalesa amb tanta precisió, mai no la desenvoluparé amb tanta destresa. Ha estat el meu alumne, serà el meu mestre; recordi aquesta profecia!» Si es pot, de bona gràcia, donar versemblança a aquesta citació de Nanteuil treta dels Petits Cartells de 1776 (però segurament fantasiosa), se serà més crític envers un possible aprenentatge de Rigau a la vora d'Enric Verdier (1655-1721), alumne al seu torn del vell Ranc. Segurament foren només col·legues.
S'ignora encara la data precisa en la qual Verdier s'instal·la a Lió, se sap que hi oficia com a mestre d'ofici de la comunitat dels pintors del 1683 després el 1687. El 12 de febrer de 1693, el consolat li designa les funcions de pintor ordinari de la ciutat de Lió. Dimiteix del càrrec el 6 de novembre de 1721, quan ja havia executat nombrosos retrats (alguns coneguts pel gravat), com Rigau. És doncs fàcil imaginar l'amistat entre Rigau i Verdier.

### Lió

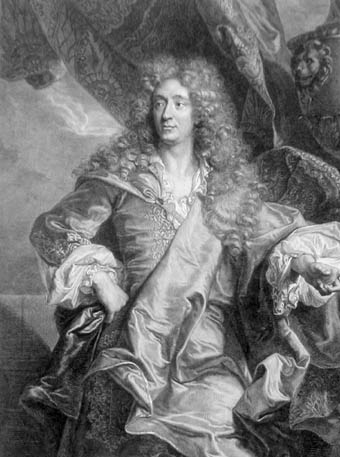
Retrat de Jean de Brunnec - gravat de Cornelis Martinus Vermeulen del 1689 basat en un quadre de Rigau

Encara no s'han trobat elements que puguin donar llum sobre l'activitat de Rigau a Lió. Se sap que per tradició, els artistes montpellerins han desenvolupat de sempre estretes relacions amb aquesta capital, per exemple Samuel Boissière que va ser format a Lió. A més, la identitat dels futurs models pintats per Rigau prova que va estar activament al servei de botiguers de moda, l'activitat dels quals feia temps que oferien prestigi a la ciutat.
Els primers models testificats pels llibres de comptes del pintor privilegien els models lionesos. Així arriben els seus primers retrats de joventut que li començarien a donar fama: el d'un home encara desconegut, el d'Antoine Domergue, conseller del rei, recaptador dels delmes i controlador general provincial de la generalitat de Lió (1686) o de Sarazin de Lleó, membre de la cèlebre dinastia dels metges de l'Hôtel-Dieu (1685). Però més encara, el retrat de Jean de Brunenc (pintat el 1687), venedor de seda, banquer i cònsol de Lió, que reunirà tots els ingredients que faran, més tard, l'èxit de Rigau.
Després de quatre anys a Lió, el 1681, decideix traslladar-se a París convençut pel seu amic el gravador Pierre Drevet (el retrat del qual, pintat per Rigau, es troba al Museu de Belles Arts de Lió). Rigau havia establert la seva reputació amb una clientela local, estesa fins a Suïssa i sobretot a Ais de Provença. A París adoptà el nom de Hyacinthe Rigaud i l'any següent guanyà el concurs de l'Académie Royale de Peinture et de Sculpture amb el quadre Caín construint la ciutat d'Anoc.

## El debut gloriós

### L'arribada a París
Establert a la parròquia Saint-Eustache, del carrer Neuve-des-Petits-Champs, al si d'un barri privilegiat ple d'artistes, pintors, dauradors, gravadors o músics, editors i ebenistes, Rigau s'activa i s'apunta immediatament a l'Acadèmia Reial de Pintura i d'Escultura. Passatge obligat per a tot pintor aspirant al reconeixement i, sobretot, necessària acreditació per poder exercir l'ofici en tota legalitat, l'Acadèmia obriria aviat les seves portes al català. Però abans d'això, Jacint es presenta al Prix de Rome que, encara avui, permet, al guanyador, marxar estudiar a Roma amb els mestres italians i formar-se així en les tècniques més difícils.

## Obres
| Imatge | Datació                                       | Títol                                                         | Tècnica i notes | Localització i procedència                                                |
| ------ | --------------------------------------------- | ------------------------------------------------------------- | --- | ------------------------------------------------------------------------- |
|        | 1696                                          | Autoretrat amb mantell blau                                   | Oli sobre tela 83 x 65,4 cm Amb inscripció: "Portrait de Rigaud / peint par lui meme / pour son amy Ranc / en 1696"                                       | Col·lecció particular                                                     |
|        | 1694                                          | Lluís XIV                                                     | Oli sobre tela | Col·lecció particular                                                     |
|        | 1684                                          | Retrat de Marie Cadenne                                       | Oli sobre tela | Caen, Musée des Beaux-arts                                                |
|        | 1675-1685                                     | Jean de La Fontaine                                           | Oli sobre tela 81.5 × 65.5 cm | París, Musée Carnavalet                                                   |
|        | 1690                                          | Jean de La Fontaine                                           | Oli sobre tela 80 x 65 cm | Abadia de Montserrat, Museu de Montserrat                                 |
|        | 1704 aproximadament                           | Lluís de França, duc de Borgonya                              | Oli sobre tela 129 x 98 cm | Versalles, Palau de Versalles, Salon de l'Abondance                       |
|        | 1688                                          | Lluís de França, el Gran Delfí                                | Oli sobre tela 124 x 109 cm Retrat de tres quarts, amb armadura i capa de comandament amb el bastó de mariscal; al fons, el setge de Philipsbourg en 1688 | Versalles, Palau de Versalles, Salon de l'Abondance                       |
|        | 1723                                          | Charles de Saint-Albin, arquebisbe de Cambrai                 | Oli sobre tela 146 x 113 cm | Los Angeles, Getty Center                                                 |
|        | 1739                                          | Giovanni Francesco II Brignole-Sale                           | Oli sobre tela 101 x 80 cm | Gènova, Musei di Strada Nuova                                             |
|        | 1702                                          | Lluís XIV, rei de França                                      | Oli sobre tela 313 x 205 cm | Versalles, Palau de Versalles, Salon d'Apollon                            |
|        | 1715                                          | Lluís XV de França als cinc anys                              | Oli sobre tela 180 x 135 cm | Versalles, Palau de Versalles                                             |
|        | 1730                                          | Lluís XV de França en les robes de la coronació               | Oli sobre tela 271 × 194 cm | Versalles, Palau de Versalles, Grand cabinet de la Dauphine               |
|        | 1701                                          | Felip V, rei d'Espanya                                        | Oli sobre tela 230 x 155 cm | Versalles, Palau de Versalles, Salon de l'Abondance                       |
|        | 1706                                          | Maria Anna de Borbó, princesa vídua de Conti                  | Oli sobre tela 220 x 158 cm | Versalles, Palau de Versalles                                             |
|        | 1700-1710                                     | Autoretrat                                                    | Oli sobre tela 65,5 x 53,5 cm No hi ha la certesa que representi el mateix pintor                                                                         | Barcelona, Museu Nacional d'Art de Catalunya                              |
|        | 1708                                          | Louis-Alexandre de Borbó, comte de Tolosa                     | Oli sobre tela 142 × 111 cm | Versalles, Palau de Versalles, MV 2085                                    |
|        | 1701 aproximadament                           | Lluís XIV                                                     | Oli sobre tela 91,4 x 72,1 cm | Dulwich (Londres), Dulwich Picture Gallery                                |
|        | 1695                                          | Crist expirant en la creu (primera versió)                    | Oli sobre tela 97 x 65 cm | Perpinyà, Museu Jacint Rigau                                              |
|        | 1696                                          | Crist expirant en la creu (segona versió)                     | Oli sobre tela 95 x 61 cm | Perpinyà, Museu Jacint Rigau                                              |
|        | 1702                                          | Sant Pere                                                     | Oli sobre tela 74,5 x 60,5 cm Signat: "Hyac. Rigaud. 1702"                                                                                                | Perpinyà, Museu Jacint Rigau                                              |
|        | 1698                                          | Autoretrat amb turbant                                        | Oli sobre tela 83 x 67 cm | Perpinyà, Museu Jacint Rigau                                              |
|        | 1692                                          | Autoretrat amb turbant                                        | Oli sobre tela 81 x 65 cm | Versalles, Palau de Versalles                                             |
|        | 1689                                          | Felip d'Orléans, duc de Chartres                              | Oli sobre tela 137,5 x 105 cm | Perpinyà, Museu Jacint Rigau                                              |
|        | 1727                                          | Autoretrat amb cordó negre                                    | Oli sobre tela 80 x 66 cm | Perpinyà, Museu Jacint Rigau                                              |
|        | 1730                                          | Autoretrat davant del retrat de François Castanier            | Oli sobre tela 130 x 140 cm | Perpinyà, Museu Jacint Rigau                                              |
|        | 1702 aproximadament                           | Sant Andreu                                                   | Oli sobre tela | París, École nationale supérieure des Beaux-Arts                          |
|        | 1701                                          | Lluís XIV, rei de França                                      | Oli sobre tela 238 x 149 cm | Madrid, Museo del Prado                                                   |
|        | 1701                                          | Felip V, rei d'Espanya                                        | Oli sobre tela 130 x 91 cm | Madrid, Museo del Prado                                                   |
|        | 1702                                          | Retrat de Marie-Anne Varice de La Ravoye, nascuda de Valières | Oli sobre tela | Col·lecció particular                                                     |
|        | 1686                                          | Suzanne de Bourbers de Bernâtre                               | Oli sobre tela | Zúric, Kunstmuseum                                                        |
|        | 1709                                          | L'amenaçadora                                                 | Oli sobre tela Hi ha una altra versió al Musée Granet | Col·lecció particular                                                     |
|        | 1710                                          | Santa Maria Magdalena                                         | Oli sobre tela | Col·lecció particular                                                     |
|        | 1743                                          | Presentació de Jesús en el temple                             | Oli sobre tela 83 x 68 cm | París, Musée du Louvre, inv. 7490                                         |
|        | 1743                                          | Retrat de cavaller                                            | Oli sobre tela 81,3 x 62,3 cm Atribuïda al taller de Rigau                                                                                                | Indianàpolis, Indianapolis Museum of Art, 56.56                           |
|        | 1715-1723                                     | Estudi de mans                                                | Oli sobre tela 40,5 x 23,5 cm | Montpeller, Musée Fabre, Salle Bourdon                                    |
|        | 1728                                          | Comte Philipp Ludwig Wenzel Sinzendorf                        | Oli sobre tela 166 x 132 cm | Viena, Kunsthistorisches Museum                                           |
|        | 1702                                          | Jacques-Bénigne Bossuet                                       | Oli sobre tela 240 x 165 cm | París, Musée du Louvre, inv. 7506                                         |
|        | 1701                                          | Lluís XIV amb les robes de la coronació                       | Oli sobre tela 277 x 194 cm | París, Musée du Louvre, inv. 7492                                         |
|        | 1701                                          | Lluís XIV amb les robes de la coronació                       | Oli sobre tela 49,3 x 36 cm Esborrany model per al retrat del Louvre Signat: "H. Rigaud"                                                                  | Chantilly, Musée Condé                                                    |
|        | 1701                                          | Lluís XIV amb les robes de la coronació                       | Oli sobre tela Esborrany model per al retrat del Louvre                                                                                                   | Mont-real, Musée des Beaux-arts                                           |
|        | 1685                                          | Jules Hardouin-Mansart                                        | Oli sobre tela 139 x 106 cm | París, Musée du Louvre, inv. 7510                                         |
|        | 1694                                          | Lluís XIV                                                     | Oli sobre tela 277 x 194 cm | París, Musée du Louvre                                                    |
|        | 1692                                          | Martin van den Bogaert, anomenat Desjardins                   | Oli sobre tela 141 x 106 cm | París, Musée du Louvre, inv. 7511                                         |
|        | 1692                                          | La família Léonard                                            | Oli sobre tela 126 x 154 cm | París, Musée du Louvre, inv. 7519                                         |
|        | 1698 aproximadament                           | Gérard Edelinck                                               | Oli sobre tela 71 x 59 cm | París, Musée du Louvre, inv. 20341 (dipòsit de la Bibliothèque nationale) |
|        | 1707-1710 el cap 1740, aproximadament, el cos | Élisabeth Le Gouy                                             | Oli sobre tela | París, Musée du Louvre                                                    |
|        | 1713                                          | Robert de Cotte                                               | Oli sobre tela 120 x 92 cm | París, Musée du Louvre, MI 232                                            |
|        | 1730                                          | Charles Le Brun                                               | Oli sobre tela 130 × 140 cm | París, Musée du Louvre, MI 232                                            |
|        | 1695                                          | La mare de l'artista                                          | Oli sobre tela 83 x 103 cm | París, Musée du Louvre, inv. 7522                                         |
|        | 1695 aproximadament                           | La família Lafitte                                            | Oli sobre tela 83 x 103 cm | París, Musée du Louvre, inv. 7520                                         |
|        | 1691-1692                                     | El comte Jan Andrzej Morsztyn i sa filla                      | Oli sobre tela 126 x 154 cm | Chartres, Musée des beaux-arts de Chartres, inv. 5950                     |
|        | 1693                                          | El comte Jan Andrzej Morsztyn i sa filla                      | Oli sobre tela 126 x 154 cm | Cherbourg-Octeville, Musée Thomas-Henry                                   |
|        | 1692                                          | Retrat de Saint-Simon als divuit anys                         | Oli sobre tela 126 x 154 cm | Cherbourg-Octeville, Musée Thomas-Henry                                   |
|        | 1691                                          | Retrat de Saint-Simon als setze anys                          | Oli sobre tela | Col·lecció particular                                                     |
|        | 1738                                          | Gaspard de Gueidan tocant la gaita                            | Oli sobre tela | Ais de Provença, Musée Granet                                             |
|        | 1738                                          | Gaspard de Gueidan com a president                            | Oli sobre tela | Ais de Provença, Musée Granet                                             |
|        | 1684                                          | El comte Jan Andrzej Morsztyn                                 | Oli sobre tela 37 x 29 cm Inscripció al darrere: "JAN ANDRZ / MORSZTYN / PODSKARBI WIE KOR. / a. d. 1684"                                                 | Varsòvia, Palau de Wilanów                                                |
|        | 1696 aproximadament                           | Aleksander Benedykt Sobieski                                  | Oli sobre tela 112,5 x 89 cm Atribuïda al taller | Varsòvia, Palau de Wilanów, Wil. 5932                                     |
|        | 1696 aproximadament                           | Konstanty Władysław Sobieski                                  | Oli sobre tela 112,5 x 89 cm Atribuïda al taller | Varsòvia, Palau de Wilanów, Wil. 5931                                     |
|        | 1721                                          | Lluís XV                                                      | Oli sobre tela | Madrid, Patrimonio Nacional                                               |
|        | 1713                                          | Elisabet Carlota, princesa del Palatinat                      | Oli sobre tela | Berlín, Deutsche Historisches Museum                                      |
|        | 1708                                          | Louis-Alexandre de Borbó                                      | Oli sobre tela | Col·lecció particular                                                     |
|        | 1699                                          | Retrat de la família de Jean Le Juge                          | Oli sobre tela 101 x 80 cm | Ottawa, National Museum of Canada                                         |
|        | 1706                                          | Antoni I Grimaldi, príncep de Mònaco                          | Oli sobre tela | Mònaco, Palau dels Prínceps                                               |